# Isosticta tillyardi
Isosticta tillyardi là loài chuồn chuồn trong họ Isostictidae. Loài này được Campion mô tả khoa học đầu tiên năm 1921.